# Buuti Pedersen
Buuti Pedersen (Bodil Pedersen, født 1955, Qaqortoq) er en grønlandsk billedkunstner.

## Baggrund
Buuti Pedersen er født og opvokset i Qaqortoq. Hun blev uddannet fra Skolen for Brugskunst i København på linjen for Tegning og Grafik (1982-1986) og tidligere Holbæk Kunsthøjskole.
Hun er medstifter og mangeårigt medlem af Grønlands kunstnersammenslutning KIMIK og desuden medlem af Dansk Billedkunstforbund. Hun arbejder i et bredt spænd af medier og materialer, og både med glaskunst, skulptur og udsmykning, men er mest kendt for sine malerier.

## Udsmykninger
Buuti Pedersen har udsmykket en del offentlige bygninger i Grønland, blandt andet Kirken i Alluitsup Paa, Grønlands Kulturhus Katuaq, Kapellet i Qaqortoq Sygehus og Anstalten i Tasiilaq.

## Frimærker
Buuti Pedersen har skabt flere frimærker for Post Greenland i 1995 (Frimærkerne fortæller om Grønland), 1999, 2000, 2001, 2008, 2011 , 2012, 2017. I 1993 udsmykkede hun bogen om Grønlands Julemærke.

## Udvalgte udsmykninger
- 1995 Grønlands Kulturhus Katuaq
- 1999 Vestmannaeyjar skulptur Hraun og Menn
- 2004 Qaqortoq Sygehus Kapel (KIMIK)
- 2012 Kirken i Alluitsup Paa[4]
- 2012 Anstalten i Tasiilaq

## Udvalgte Soloudstillinger
- 1986 Det Grønlandske Hus, København
- 1994 Grønlands Nationalmuseum og Arkiv, Nuuk
- 2001 og 2003 Ammassalik Museum
- 2000 Grønlands Kulturhus Katuaq, Nuuk
- 2007 Palais de la Couverte, Paris
- 2008 Qaqortoq Museum
- 2008 Galleri Gaia Blåfuglen, Bornholm
- 2014-2015 NUNAGA RDM – Samiske Samlinger Karasjov og Center for Nordlige Folk i SAPMI / NO.
- 2014 Det Grønlandske Hus, København

## Eksterne kildehenvisninger
- Officiel hjemmeside
- Grønlandsk kunstnersammenslutning KIMIK
- Kalaallit Nunaata Julemærkea (Webside ikke længere tilgængelig)
- Camilla Augustinus ”Grønlandske Nutidskunstnere – Maleri, skulptur, grafik og fotokunst 2004”
- Kimik ukiut 20 år, Milik publishing
- Bodil Kaalund Grønlands Kunst 2011 (s. 1998)
- 100 års Grønlandsk billedkunst – Jørgen Trondhjem
- Buuti Pedersen på Kunstindeks Danmark/Weilbachs Kunstnerleksikon
- Katuaq 1997-2017 bogen